# El Saúgo
El Saúgo är en ort i Spanien.   Den ligger i provinsen Provincia de Salamanca och regionen Kastilien och Leon, i den centrala delen av landet, 240 km väster om huvudstaden Madrid. El Saúgo ligger 822 meter över havet och antalet invånare är 282.
Terrängen runt El Saúgo är platt åt nordväst, men åt sydost är den kuperad. Runt El Saúgo är det mycket glesbefolkat, med 7 invånare per kvadratkilometer. Närmaste större samhälle är Fuenteguinaldo, 11,4 km väster om El Saúgo. 